# Dan il terribile
Dan il terribile (Horizons West) è un film del 1952 diretto da Budd Boetticher.
È un film western statunitense con Rock Hudson, Robert Ryan (nel ruolo di due fratelli in contrasto) e Julie Adams.

## Trama
Di ritorno dalla Guerra Civile, il giovane Neal Hammond è felice di tornare a occuparsi del ranch in Texas, ma suo fratello Dan vuole di più. Il suo tentativo di entrare negli affari viene ostacolato quando uno speculatore del Nord, Cord Hardin, lo batte e lo umilia in una partita di poker. Così Dan mette insieme una banda di ladri di bestiame e trasforma i suoi guadagni illeciti in un impero fondiario. Ma tra l’opposizione crescente alla sua banda c’è il nuovo sceriffo di Austin... suo fratello Neal.

## Produzione
Il film, diretto da Budd Boetticher su una sceneggiatura e un soggetto di Louis Stevens, fu prodotto da Albert J. Cohen per la Universal International Pictures e girato nell'Andy Jauregui Ranch a Newhall in California. Il titolo di lavorazione fu The Texas Man.

## Distribuzione
Il film fu distribuito con il titolo Horizons West negli Stati Uniti dall'11 ottobre 1952 al cinema dalla Universal Pictures.
Altre distribuzioni:
- in Svezia il 11 maggio 1953 (Revolverns lag)
- in Francia il 2 luglio 1954 (Le traître du Texas)
- in Germania Ovest il 22 ottobre 1954 (Fluch der Verlorenen)
- in Austria nel novembre del 1954 (Fluch der Verlorenen)
- in Danimarca il 29 novembre 1954 (Vestens vilde veje)
- in Turchia nel gennaio del 1955 (Garp haydutlari)
- in Portogallo il 1º febbraio 1956 (Coração Selvagem)
- in Giappone l'8 maggio 1960
- in Spagna (Horizontes del Oeste)
- in Brasile (Império do Pavor)
- in Belgio (Les cavaliers sans gloire)
- in Grecia (Misos kai aima)
- in Italia (Dan il terribile)

## Critica
Secondo il Morandini il film è "una specie di western con ambizioni intellettuali su una sceneggiatura complessa". Il giudizio finale rientrerebbe nella media tranne per il cast, i cui interpreti risulterebbero "apprezzabili".

## Promozione
La tagline è: "LAWLESS RUTHLESS DEFIANCE!".